# Montanhas Aque (Quenes)
As montanhas Aque (em turco: Akdağları, lit. "Montanhas brancas"; em armênio: Ակդաղ լեռնաշղթա; romaniz.: Akdał leṙnašġtʻa) são uma cadeia de montanhas do planalto Armênio, na distrito de Quenes, na província de Erzurum, na Turquia. Se estendem de sudeste a nordeste por cerca de 15 quilômetros e florestas ocorrem em locais nas encostas norte e sul. Compõem parte da fronteira natural da planície de Manzicerta. São conectadas às montanhas Bingol mais a oeste por um planalto chamado Mengue.